# Scarlet Envy
Jacob James, plus connu sous le nom de scène Scarlet Envy, est une drag queen américaine principalement connue pour sa participation à la onzième saison de RuPaul's Drag Race à la sixième saison de RuPaul's Drag Race All Stars et également lors de la deuxième saison de RuPaul's Drag Race UK vs The World.

## Jeunesse
Jacob James naît le 26 février 1992 à Louisville, dans le Kentucky, et grandit dans une famille homoparentale. Il pratique le cross-country pendant douze ans. En 2014, il obtient son diplôme de design publicitaire au Fashion Institute of Technology.

## Carrière
Scarlet Envy commence le transformisme dans des concours de beauté pendant ses années à l'université. Elle est la drag daughter de Pearl, candidate de la septième saison de RuPaul's Drag Race.
En 2017, Scarlet Envy joue le rôle de Yma Sumac dans la production de The Legend of Yma Sumac au Laurie Beechman Theatre de New York,. Le 20 mai 2017, elle apparaît également pendant la performance de la chanson de Katy Perry Swish Swish lors de la finale de Saturday Night Live.
Après quatre ans d'audition, le 24 janvier 2019, Scarlet Envy est annoncée comme l'une des quinze candidates de la onzième saison de RuPaul's Drag Race, où elle se place dixième.
Le 26 mai 2021, Scarlet Envy est annoncée comme l'une des treize candidates de la sixième saison de RuPaul's Drag Race All Stars, où elle se place neuvième.
Le 13 janvier 2024, elle est annoncée comme l'une des onze candidates de la deuxième saison de RuPaul's Drag Race UK vs The World, où elle termine en cinquième position.

## Vie privée
Jacob James vit à New York,.

## Discographie
| Année | Titre             | Artiste      | Album  | Ref.   |
| ----- | ----------------- | ------------ | ------ | ------ |
| 2019  | Feeling is Mutual | Scarlet Envy | Single | [ 12 ] |
| 2020  | Press On          | Scarlet Envy | Single | [ 13 ] |

## Filmographie

### Télévision
| Année | Titre                                  | Rôle      | Notes                                | Ref.  |
| ----- | -------------------------------------- | --------- | ------------------------------------ | ----- |
| 2017  | Saturday Night Live                    | Elle-même |                                      | [ 7 ] |
| 2019  | RuPaul's Drag Race                     | Elle-même | Saison 11 – Concurrente, 10ème place | [ 8 ] |
| 2019  | RuPaul's Drag Race: Untucked           | Elle-même | Saison 11 – Concurrente, 10ème place | [ 8 ] |
| 2021  | RuPaul's Drag Race All Stars           | Elle-même | Saison 6 – Concurrente, 9ème place   | [ 9 ] |
| 2021  | RuPaul's Drag Race All Stars: Untucked | Elle-même | Saison 6 – Concurrente, 9ème place   | [ 9 ] |

### Web-séries
| Année | Titre      | Rôle      | Notes | Ref.   |
| ----- | ---------- | --------- | ----- | ------ |
| 2020  | Hey Qween! | Elle-même |       | [ 14 ] |